# Oets Kolk Bouwsma
 (avril 2020).
Si vous disposez d'ouvrages ou d'articles de référence ou si vous connaissez des sites web de qualité traitant du thème abordé ici, merci de compléter l'article en donnant les références utiles à sa vérifiabilité et en les liant à la section « Notes et références ».
 (avril 2020).
Oets Kolk Bouwsma (1898-1978) est un philosophe américain né à Muskegon, dans l'État de Michigan, de parents néerlandais et américains.

## Formation universitaire
Bouwsma étudie à Calvin College et à l’Université du Michigan. Ardent défenseur de l’idéalisme durant sa jeunesse, la découverte des travaux du philosophe britannique George Edward Moore sur le sens commun et la critique du scepticisme le passionne et l’attire beaucoup, bien qu’il ait quelques réserves. Il développe alors sa propre technique d’analyse, laquelle cherche à découvrir les analogies cachées dans la manière dont G. E. Moore parle des données des sens. Bouwsma travaille beaucoup sur le philosophe, et publie un article majeur, « La théorie des données des sens de Moore », qui est finalement intégré dans le volume dédié à Moore dans la Bibliothèque des philosophes vivants. Cet essai reflète les débuts d'une méthode d'analyse philosophique qui sera bientôt forgée par sa lecture de Ludwig Wittgenstein.

## Carrière universitaire

### La rencontre avec Ludwig Wittgenstein
Engagé dans la philosophie de Moore, Bouwsma envoie alors des étudiants de l'Université du Nebraska, où il enseigne, à Cambridge, pour étudier avec Moore. Il y envoie notamment Morris Lazerowitz, dont l’épouse, Alice Ambrose, étudiante de Wittgenstein et de Moore, présente à Bouwsma les idées révolutionnaires de Wittgenstein dans Le Cahier bleu.
Norman Malcolm, un autre étudiant de Bouwsma, devient un spécialiste et un partisan éminent des idées de Wittgenstein après avoir étudié avec lui à Cambridge. Quelques années plus tard, alors qu’il enseigne à Cornell, il parvient à persuader Wittgenstein de venir lui rendre visite ; il s’arrange en même temps pour que Bouwsma enseigne à Cornell pendant la visite de Wittgenstein. À cette époque, en 1949, Bouwsma a déjà intégré les implications de la philosophie de Wittgenstein dans Le Cahier bleu. Grâce à un congé de l'Université du Nebraska et une bourse du programme Fulbright, il a la possibilité de passer une grande partie des deux années suivantes à discuter de philosophie avec Wittgenstein à Cornell, Smith College et Oxford. Grâce à Wittgenstein, Bouwsma développe la compréhension de ce qu'il cherchait dans son travail sur Moore.

### La création d'une analyse philosophique et la réflexion sur la philosophie du langage ordinaire
Avec l'influence personnelle de Wittgenstein et un travail acharné sur Le Cahier bleu et les Investigations philosophiques, Bouwsma parvient à concevoir une méthode unique d'analyse philosophique qu'il applique à une foule de problèmes philosophiques. Il continue de critiquer le scepticisme de Descartes, qui reflète l'idéalisme duquel Bouwsma s'est détaché plus jeune. Appliquant le choix radical de Wittgenstein d’accepter le non-sens au lieu de réfuter une théorie philosophique, il se tourne vers l'idéalisme de Berkeley, dont il moque l'incapacité à donner un sens aux idées en tant qu'entités dans l'esprit. En se concentrant sur la question d'ouverture du Cahier bleu sur le sens, il écrit sans relâche sur l'idée du « sens comme usage », jusqu'à ce qu'il se détache de l'idée que Wittgenstein présentait une autre théorie philosophique du sens. Il en vient à comprendre et à s'approprier l'idée que Wittgenstein avait développé un ensemble de techniques pour armer le philosophe dans la lutte contre « l'envoûtement de son intelligence au moyen du langage ». Cette appropriation culmine dans l'article qui constitue l’aboutissement des recherches de Bouwsma sur Wittgenstein, « Le Cahier bleu », qui décrit les objectifs de la nouvelle méthode d'analyse philosophique. Avec des concepts perpétuellement déroutants comme le « temps », la « vérité » et la « pensée », il compare souvent avec prudence et humour des phrases de philosophes à des phrases réelles de la vie quotidienne ; un procédé qui lui obtient une place notable dans ce que l'on a appelé la philosophie du langage ordinaire. Fort de cette réputation, Gilbert Ryle lui demande de donner la première des célèbres conférences John Locke à l'Université d'Oxford.

### Philosophie de la religion
Fidèle toute sa vie à l'Église chrétienne réformée, Bouwsma examine les concepts du christianisme à travers son prisme philosophique. Appliquant ses techniques d'analyse philosophique, il distingue avec soin les utilisations du mot « croyance » dans des contextes religieux de celles dans des contextes non religieux. Appelé en philosophie à éclairer des concepts chrétiens déroutants, il s’appuie sur sa pratique religieuse, sa paroisse, sa foi personnelle et sa lecture des Écritures pour donner vie à leur signification de façon admirable.
En plus de Wittgenstein, son travail sur Kierkegaard est l'autre grande influence de son développement philosophique. Il s’approprie et utilise le concept kierkegaardien de « subjectivité » pour penser philosophiquement le christianisme. D'une part, la subjectivité implique que la compréhension de la langue de la religion ne peut se faire que dans le contexte de communautés religieuses particulières — une idée similaire à celle de Wittgenstein selon laquelle il faut comprendre les mots et les phrases dans les jeux de langage et les formes de vie. D’autre part, la subjectivité montre clairement que le christianisme est une invitation à une nouvelle vie et non un système objectif de métaphysique. Ses articles sur la philosophie de la religion sont rassemblés séparément dans un volume intitulé Sans preuve ni indice, publié par University of Nebraska Press.

### Attrait pour la littérature et la poésie
Sensible à l’éloquence et l’expression, Bouwsma affectionne particulièrement la poésie, Ulysse et Finnegans Wake de James Joyce, Shakespeare, Dickens et les romanciers qui captent dans leurs œuvres les expressions du langage ordinaire. À cet égard, il réfléchit souvent aux processus d’écriture et de lecture de la littérature. Il écrit et donne des conférences sur la « vérité » de la poésie, mettant en avant sa valeur esthétique par rapport à sa valeur morale. Il écrit également sur la relation mystérieuse des mots avec la musique dans « The Expression Theory of Art ». Les nombreuses notes qui remplissent les marges de ses exemplaires d'Ulysse et de Finnegans Wake montrent à quel point il était fasciné par les jeux de mots de Joyce et comment cela l’a influencé dans son propre style d'écriture.

## Héritage
Bouwsma a enseigné la philosophie à l'Université du Nebraska de 1928 à 1965 et à l'Université du Texas de 1965 à 1977. Sa plus grande influence ne se révèle pas tant dans ses essais plein d'humour et très bien écrits qu’au travers de ses nombreux étudiants qu'il a formés dans son style unique à explorer les frontières du sens et du non-sens dans la littérature scientifique philosophique. Bien qu'il ait écrit sans cesse et publié de nombreux articles, il n'a publié qu'un seul livre vers la fin de sa carrière, un recueil d'essais intitulé Essais philosophiques.
Il meurt en 1978. Ses papiers et cahiers — ces derniers remplissant des centaines de blocs-notes — sont conservés au Harry Ransom Humanities Research Center de l'Université du Texas à Austin. J. L. Craft et Ronald E. Hustwit Sr. ont co-édité et publié deux volumes supplémentaires ses articles et des extraits choisis de son livre de raison. Ses cahiers rapportant ses discussions avec Wittgenstein, publiés en français aux éditions Agone sous le titre Conversations avec Wittgenstein, 1949-1951, sont devenus une source principale pour les études sur la philosophie de Wittgenstein.